# انگربرگ
انگربرگ (به آلمانی: Angerberg) یک منطقهٔ مسکونی در اتریش است که در ناحیه کوفستاین واقع شده‌است. انگربرگ ۱۹٫۵۳ کیلومتر مربع مساحت دارد ۶۵۰ متر بالاتر از سطح دریا واقع شده‌است.